# Gornji Ljubeš
Gornji Ljubeš (em cirílico: Горњи Љубеш) é uma vila da Sérvia localizada no município de Aleksinac, pertencente ao distrito de Nišava, na região de Ponišavlje. A sua população era de 170 habitantes segundo o censo de 2011.

## Demografia
| 1948 | 1953 | 1961 | 1971 | 1981 | 1991 | 2002 | 2011 |
| ---- | ---- | ---- | ---- | ---- | ---- | ---- | ---- |
| 352  | 344  | 343  | 316  | 267  | 259  | 240  | 170  |